# Маковское (Крым)
Ма́ковское (до 1948 года Асан-Ба́й Гре́ческий; укр. Маківське, крымскотат. Yunan Asan Bay, Юнан Асан Бай) — село в Кировском районе Республики Крым, входит в состав Журавского сельского поселения (согласно административно-территориальному делению Украины — Журавского сельсовета Автономной Республики Крым).

## Население
| 2001 | 2014 |
| ---- | ---- |
| 294  | ↘250 |

Всеукраинская перепись 2001 года показала следующее распределение по носителям языка
| Язык             | Процент |
| ---------------- | ------- |
| крымскотатарский | 78.23   |
| русский          | 16.33   |
| украинский       | 2.38    |
| белорусский      | 1.7     |

### Динамика численности
| - 1864 год — 161 чел. - 1939 год — 224 чел. - 1989 год — 214 чел. | - 2001 год — 294 чел. - 2009 год — 280 чел. - 2014 год — 250 чел. |

## Современное состояние
На 2017 год в Маковском числится 1 улица — Ю. Кандымова; на 2009 год, по данным сельсовета, село занимало площадь 30 гектаров на которой, в 82 дворах, проживало 280 человек.

## География
Маковское — село на юго-западе района, в степном Крыму, на правом берегу реки Чорох-Су, высота центра села над уровнем моря — 101 м. Долина крохотной речки густо заселена — к Маковскому примыкают с запада Изобильное, с севера — Журавки, ещё в 300 м на запад — Тутовка. Райцентр Кировское — примерно в 14 километрах (по шоссе), там же ближайшая железнодорожная станция — Кировская (на линии Джанкой — Феодосия). Транспортное сообщение осуществляется по региональной автодороге 35Н-576 от шоссе «граница с Украиной — Джанкой — Феодосия — Керчь» до Видного (по украинской классификации — С-0-11419).

## История
Первое упоминание о греческом населении Асанбая содержится в «Списке населённых мест Таврической губернии по сведениям 1864 года», составленном по результатам VIII ревизии 1864 года, согласно которому Гассан-Бай — владельческая деревня татарская и греческая с 30 дворами, 161 жителем и мечетью при речке Чурюк-Су. Видимо, это были румелийские переселенцы, прибывшие в Крым в 1828—1832 годах. На верстовой карте Крыма 1896 года обозначен господский двор Гассан-Бай без указания числа дворов. В дальнейшем, в доступных источниках, до 1948 года упоминаний о греках не встречается. Согласно Списку населённых пунктов Крымской АССР по Всесоюзной переписи 17 декабря 1926 года, в состав Сеит-Элинского сельсовета (в котором село состояло всю дальнейшую историю) Феодосийского района входило село Асан-Бай, в котором числилось 44 двора, все крестьянские, население составляло 186 человек, из них 94 грека, 72 украинца, 17 русских, 1 немец, 2 записаны в графе «прочие», но определить, имело ли селение отношение к современному Маковскому пока не представляется возможным. Постановлением ВЦИК «О реорганизации сети районов Крымской АССР» от 30 октября 1930 года из Феодосийского района был выделен (воссоздан) Старо-Крымский район (по другим сведениям 15 сентября 1931 года) и село включили в его состав, а, с образованием в 1935 году Кировского — в состав нового района. По данным всесоюзной переписи населения 1939 года в селе проживало 224 человека.
В 1944 году, после освобождения Крыма от нацистов, согласно постановлению ГКО № 5984сс от 2 июня 1944 года, 27 июня крымские греки были депортированы в Пермскую область и Среднюю Азию. 12 августа 1944 года было принято постановление № ГОКО-6372с «О переселении колхозников в районы Крыма» и в сентябре того же года в село приехали первые переселенцы, 428 семей, из Тамбовской области, а в начале 1950-х годов последовала вторая волна переселенцев. С 1954 года местами наиболее массового набора населения стали различные области Украины. С 25 июня 1946 года Асанбай в составе Крымской области РСФСР. Указом Президиума Верховного Совета РСФСР от 18 мая 1948 года, Асанбай греческий переименовали в Маковское. 26 апреля 1954 года Крымская область была передана из состава РСФСР в состав УССР. Указом Президиума Верховного Совета УССР «Об укрупнении сельских районов Крымской области», от 30 декабря 1962 года Кировский район был упразднён и село присоединили к Нижнегорскому. 1 января 1965 года, указом Президиума ВС УССР «О внесении изменений в административное районирование УССР — по Крымской области», вновь включили в состав Кировского. По данным переписи 1989 года в селе проживало 214 человек. С 12 февраля 1991 года село в восстановленной Крымской АССР, 26 февраля 1992 года переименованной в Автономную Республику Крым. С 21 марта 2014 года в составе Крыма аннексировано Россией.